# レベッカ・ソロモン
レベッカ・ソロモン（Rebecca Solomon、1832年9月26日 - 1886年11月20日）はイギリスの画家、イラストレーター、版画家である。

## 略歴
ロンドンに生まれた。父親は麦わら帽子の製造業者として財を成し、ロンドンで最初に公民権を獲得したユダヤ人の1人で、兄のエイブラハム・ソロモン (1824-1862)と弟のシメオン・ソロモン(1840-1805)も画家になった。
画家になった兄から絵を学び、兄のスタジオで、助手として働いた。ロンドンのスピタルフィールズにあった美術学校でも学んだ。1852年から1868年の間、ロイヤル・アカデミー・オブ・アーツの展覧会に出展し、ダドリー美術館(Dudley Gallery)などの展覧会にも出展した。
ラファエル前派の画家、ジョン・エヴァレット・ミレーのスタジオで働き、エドワード・バーン＝ジョーンズらとともに、ラファエル前派第二世代とされる。弟のシメオン・ソロモンにミレーのスタジオで学んだことを教えた。
女性の地位向上の運動が盛んになった時代の画家で、1859年にロイヤル・アカデミー・オブ・アーツの美術学校に入学を認めるように要請した38人の女性アーティストの一人となった。この要請が実現し1860年にローラ・ハートフォールド(Laura Herford)が入学を認められた。
1862年に兄が亡くなった後、イラストレーターの仕事や、水彩画家として働いた。1886年に馬車との事故の負傷がもとで死亡した。
風俗画や歴史画を描き、作品の中には当時の社会的不平等を描いたものも見られる。

## 作品

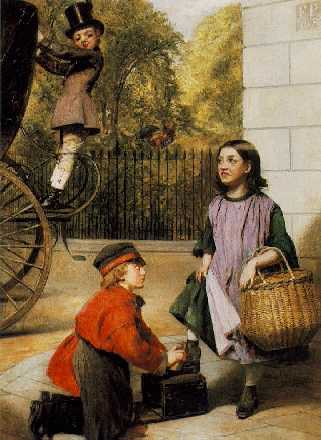
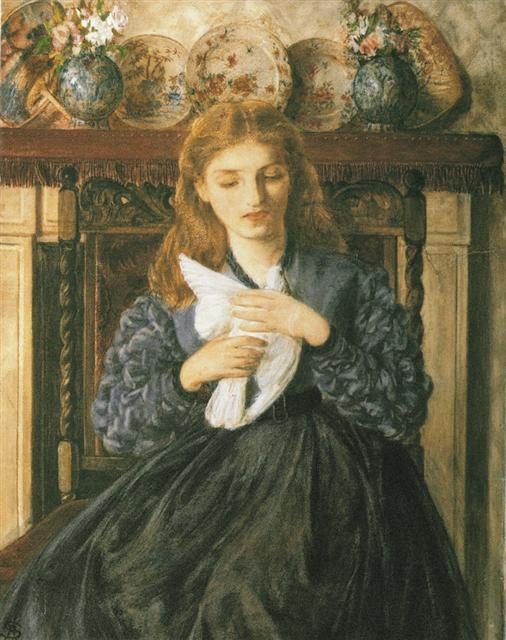
傷ついた鳩
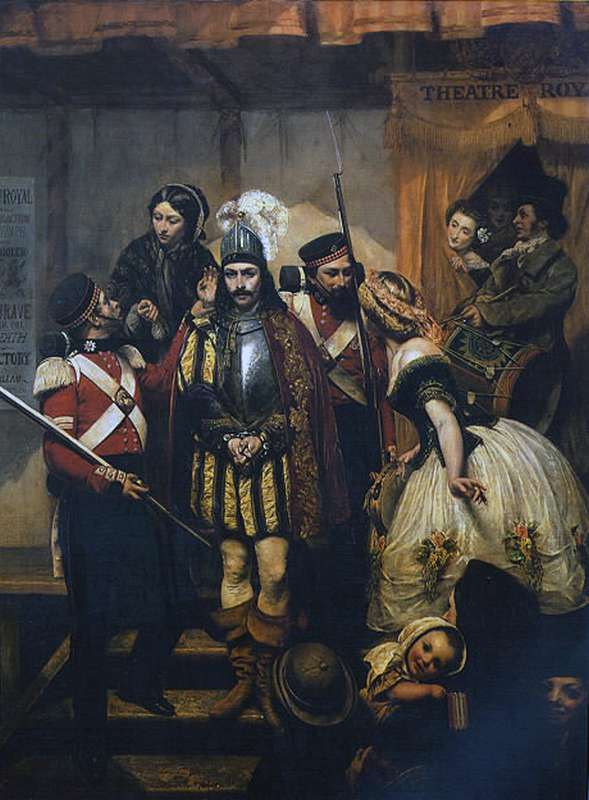
脱走兵の逮捕
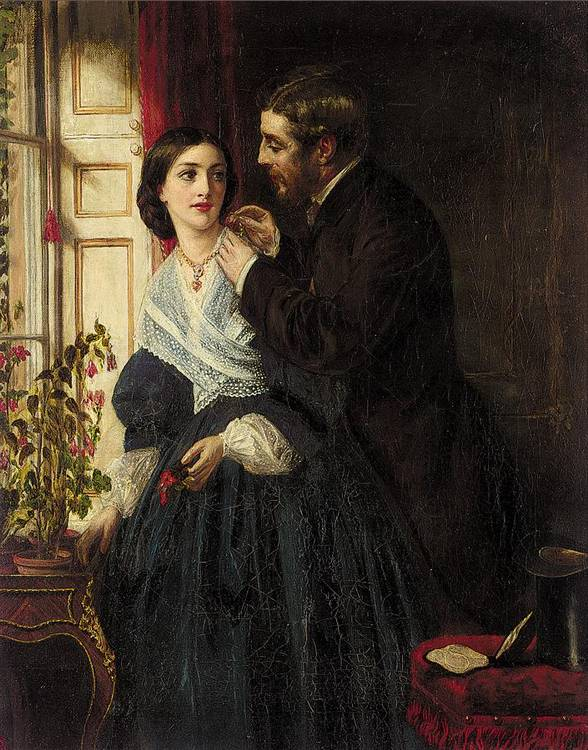
誕生日の贈り物